# Simon Nkoli
Simon Tseko Nkoli, né le 26 novembre 1957 à Soweto et mort le 30 novembre 1998 à Johannesburg, est un militant anti-apartheid, homosexuel engagé dans la lutte contre le sida en Afrique du Sud.

## Biographie
Né à Soweto dans une famille de langue seSotho, il grandit dans une ferme dans l'État libre ; puis sa famille déménage à Sebokeng. Nkoli se lance dans l'activisme contre l'apartheid, au Congrès des étudiants sud-africains et avec le United Democratic Front.
En 1983, il rejoint la Gay Association of South Africa, majoritairement blanche, puis il créa le Saturday Group, le premier groupe gay noir d'Afrique. 
Nkoli fait des discours pour encourager les boycotts dans les municipalités du Vaal et il est arrêté en 1984. Il risque la peine de mort pour trahison avec vingt-et-une autres personnalités politiques lors du procès pour trahison de Delmas, avec Popo Molefe (en) et Patrick Lekota. En faisant son coming out alors qu'il était en prison, il contribue à modifier l'attitude du Congrès national africain au sujet des droits des homosexuels. Il est acquitté et relâché en 1988.
Il fonde l'Organisation gay et lesbienne (GLOW) du Witwatersrand en 1988. Il voyage beaucoup et reçoit plusieurs prix pour les droits de l'homme en Europe et en Amérique du Nord. Il était membre du bureau de l'ILGA, où il représentait l'Afrique. 
Il est l'un des premiers militants gays à rencontrer le président Nelson Mandela en 1994. Il participa à la campagne pour inclure la protection contre les discriminations dans le Bill of Rights de la Constitution de l'Afrique du Sud, et pour abolir la loi sur la sodomie. 
Étant l'un des homosexuels séropositifs les plus connus du grand public, il ouvre le groupe Positive African Men à Johannesburg. Il est mort du sida en 1998 à Johannesburg.
Une rue Simon-Nkoli lui rend hommage à Amsterdam et un « jour Simon Nkoli » a été créé à San Francisco. Le réalisateur canadien John Greyson a réalisé sur lui un court-métrage intitulé A Moffie Called Simon, en 1987, et le cite dans son film Fig Trees en 2009.

### Sources
- Sunday Times, South Africa - Sunday, December 6, 1998
- Aldrich R. & Wotherspoon G., Who's Who in Contemporary Gay and Lesbian History, from WWII to Present Day,  Routledge, London, 2001